# Scoliokona
Scoliokona là một chi bướm đêm thuộc họ Sesiidae.

## Các loài
- Scoliokona heptapora  Kallies & Arita, 1998
- Scoliokona hyalina  Arita & Gorbunov, 2003
- Scoliokona kalliesi  Arita & Riefenstahl, 2004
- Scoliokona tetrapora (Diakonoff, [1968])